# Habit de lumières

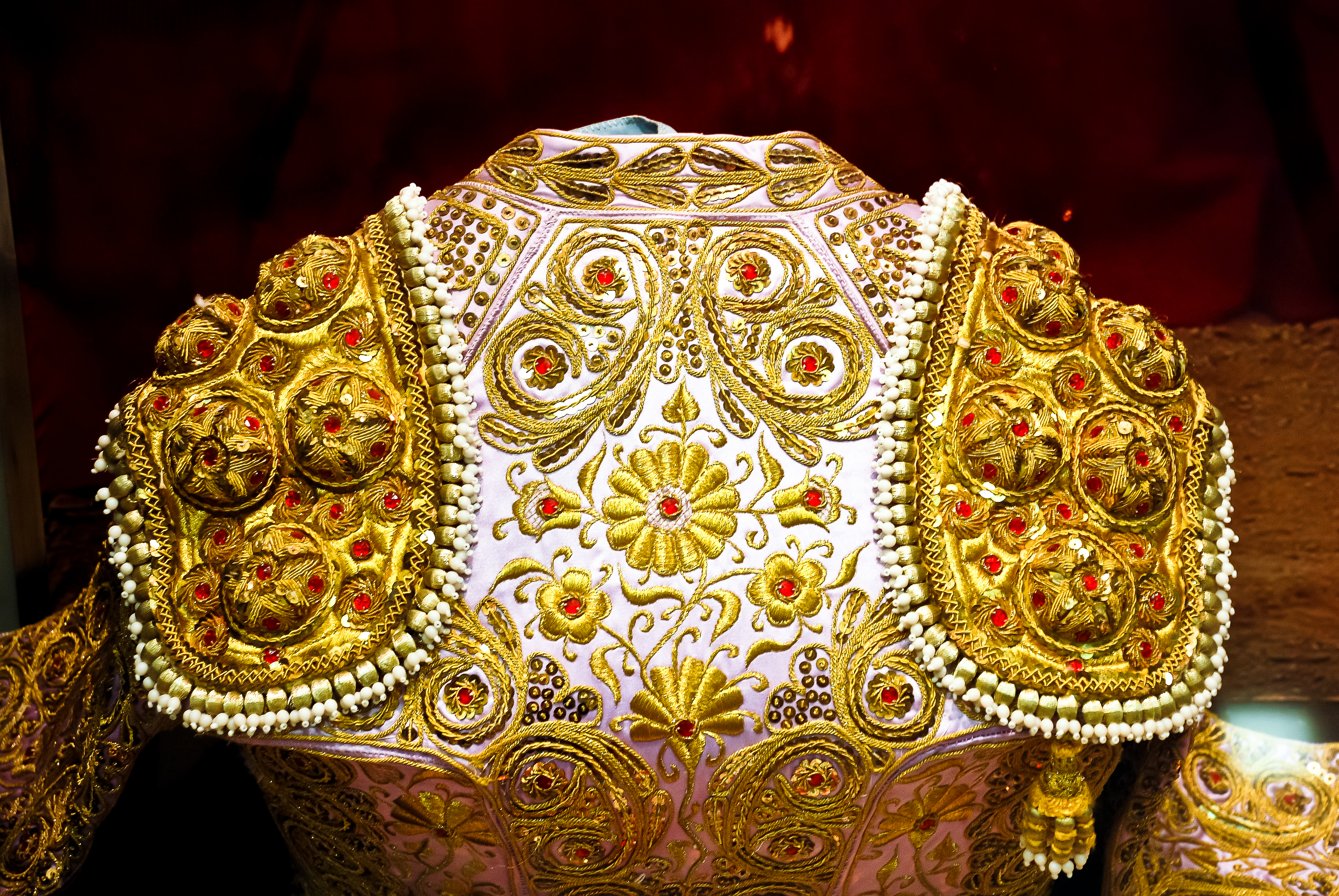
Habit de lumières exposé au musée taurin de Cordoue

L’habit de lumières est le costume des toreros.

## Présentation
Cette expression est la traduction littérale de l’espagnol « traje de luces ». Une traduction plus fine serait « habit de paillettes », car si « luz » signifie « lumière », « luces » qui est le pluriel de « luz » se traduit par « lumières » mais aussi par « paillettes ». Dans l’expression  « traje de luces », le mot « luces » est en fait employé dans cette seconde acception.

## Origine
Les premiers habits de lumière remontent au XVIIe siècle. Les toréros se paraient de bandelettes de couleurs pour se rendre dans l'arène. 
Puis au XVIIIe siècle le costume évolue, il s'esthétise tout en pensant à la liberté de mouvement du toréador. Retenons l'ajout de la queue en daim, d'une ceinture, de manches rembourrées de velours. 
Au XIXe siècle on continue d'ajouter du superflu avec un couvre-chef, la montera, on brode les vestes des toréadors, le costume atteint déjà quatre à cinq kilos.
Enfin au XXe siècle on finalise le costume, en développant par exemple un film protecteur contre le sang des taureaux, l'artisanat du costume s'officialise et se perpétue.

### L'habit dumatadoret despeones

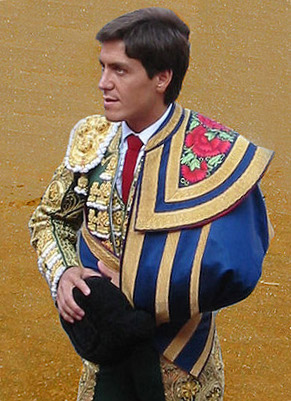
L’habit de lumières. À la main droite le matador tient sa montera ; couvrant l’épaule et le bras gauche, le capote de paseo

Il est en soie, brodé et de couleur vive. Le traje de luces a trouvé sa forme définitive vers les années 1830, à l'instigation de Francisco Montes « Paquiro » et n'a subi depuis que de faibles modifications. Il comprend :
- une veste : la chaquetilla ;
- un gilet : le chaleco ;
- une culotte : la taleguilla, resserrée au-dessus du genou à l’aide de cordons tressés, les machos, eux-mêmes agrémentés de glands, les caireles ;
- une chemise blanche à jabot : la camisa ;
- une cravate en soie de couleur vive : la pañoleta ;
- une large ceinture : la faja, également en soie et en principe de la même couleur que la pañoleta ;
- Une paires de bas: les medias, en soie de couleur rose superposées sur un collant à bretelles en coton blanc qui couvre le corps des aisselles aux pieds.

Des chaussures légères, les zapatillas, complètent la tenue. Enfin, le matador se coiffe d'une toque en astrakan, la montera et fixe dans ses cheveux, épinglé au castañeta, un petit chignon postiche, la coleta.
Le costume pèse environ dix kilos.
Le temps du paseo, l’habit de lumières est complété par un capote d'apparat : le capote de paseo. Après le paseo, les toreros le posent (ou le font poser) sur le faîte du mur séparant la contrepiste du premier rang de gradins, où le mozo de espadas viendra le récupérer en fin de corrida.
Sur l'habit de lumières du matador, les broderies sont habituellement dorées, parfois noires ; sur celui des peones, elles sont argentées, noires ou blanches.

### L’habit dupicador

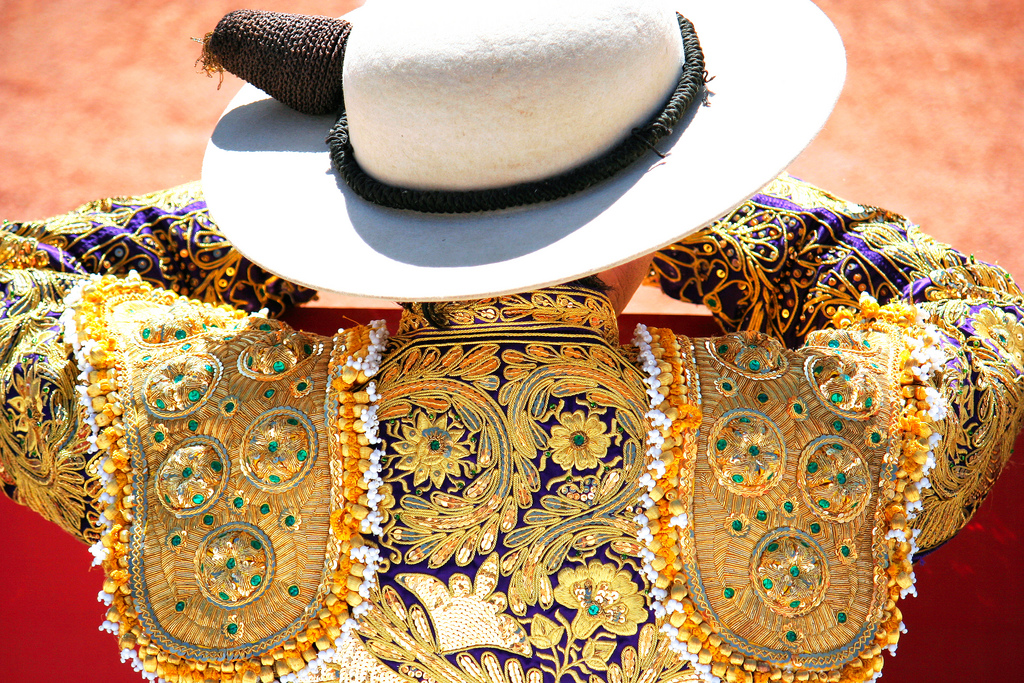
Picador avec sa chaquetilla et son castoreño lors d'une corrida aux arènes d'Arles pendant la Feria du Riz 2008

Il se compose d'une chaquetilla similaire à celle du matador et comme elle, brodée d'or ou de noir (bien que, parfois, elle soit brodée d’argent ou de blanc), et d'une culotte de peau tannée de couleur jaune, s’arrêtant à mi-mollet.
La jambe droite, celle de la venue du taureau, est protégée par une sorte de « cuissarde » métallique articulée au niveau du genou, la mona ou gregoriana, dissimulée sous la culotte, des guêtres en cuir et des bottes « blindées ». Il porte un chapeau originairement en feutre de castor, d’où son nom : castoreño.

### L’habit goyesque

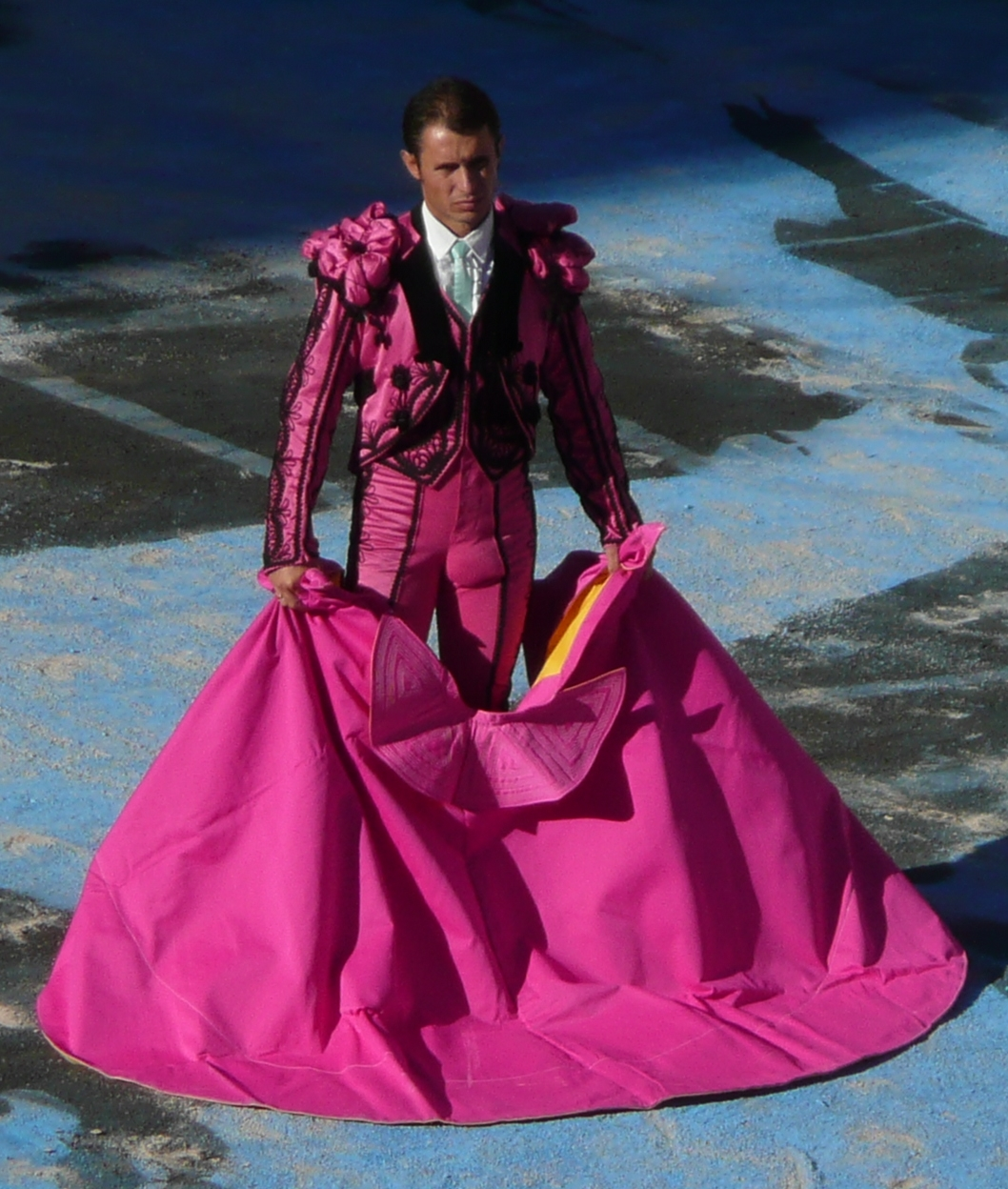
Un peón en habit goyesque lors d'une corrida goyesque à Arles le 11 septembre 2010

Au cours de certaines corridas dites « corridas goyesques » (espagnol goyesca), les toreros utilisent des costumes similaires à ceux en vigueur à l'époque de Goya : les paillettes sont quasiment absentes, les seules décorations étant des broderies ; la taleguilla est ample, et non moulante comme son homologue moderne ; au lieu d'une montera, le torero coiffe un bicorne ; les cheveux (longs) sont retenus par une résille ; le capote de paseo n'existe pas, les toreros défilant en portant le capote de brega sur l'épaule.
Le déroulement de la corrida goyesque est en tous points identique à celui de la « corrida normale ». L'une des corridas goyesques les plus courues est celle de Ronda début septembre ; depuis quelques années, Arles organise également une goyesque lors de sa Feria du Riz.

## Galerie

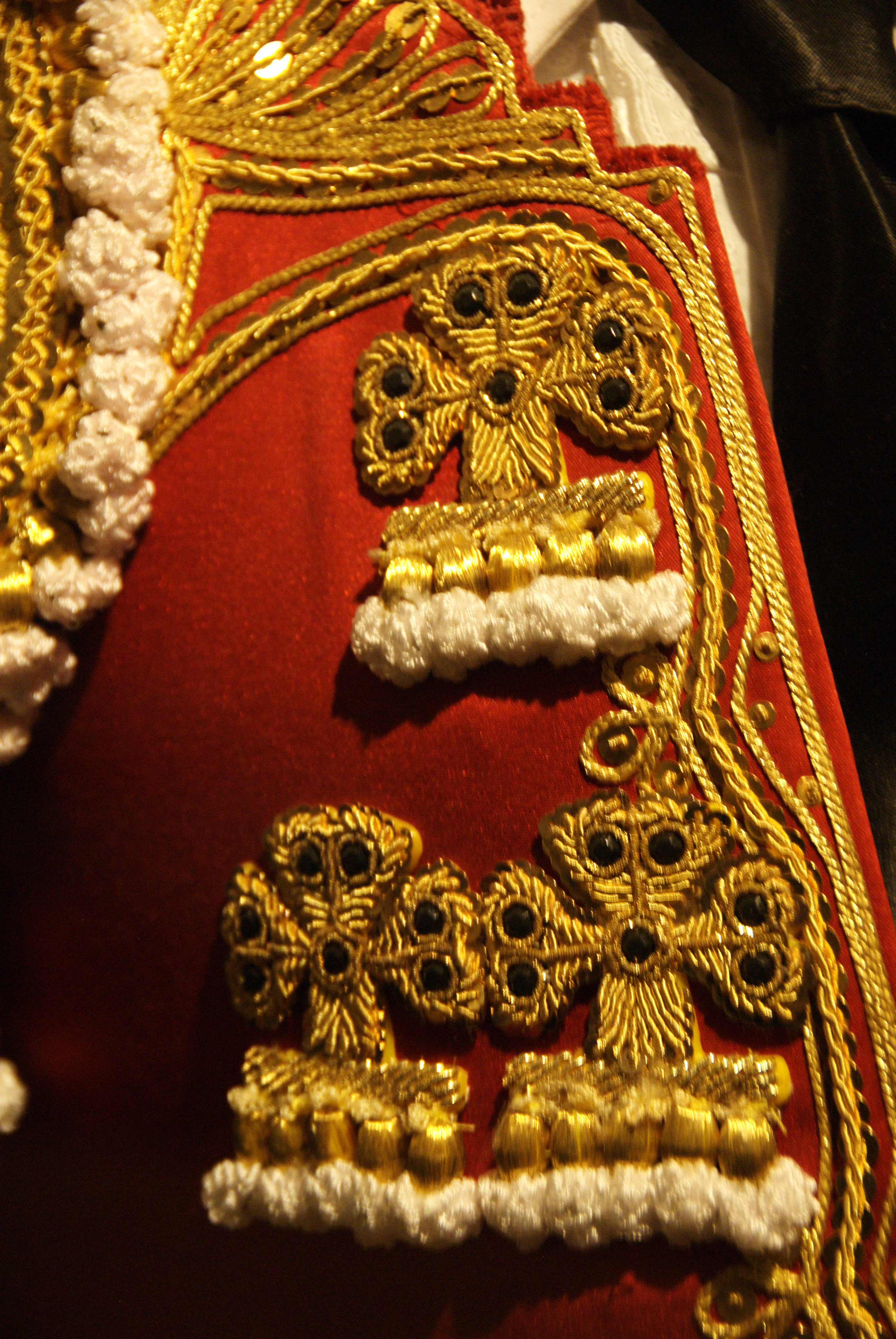
Détail d'un habit
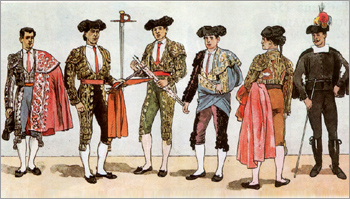
Habits au XIXe siècle
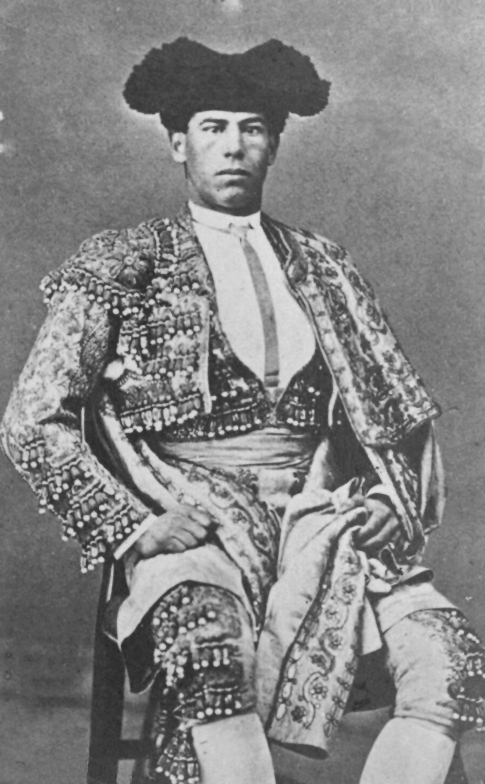
« Frascuelo » en habit de lumières avant qu'il ne se retire des arènes en 1889
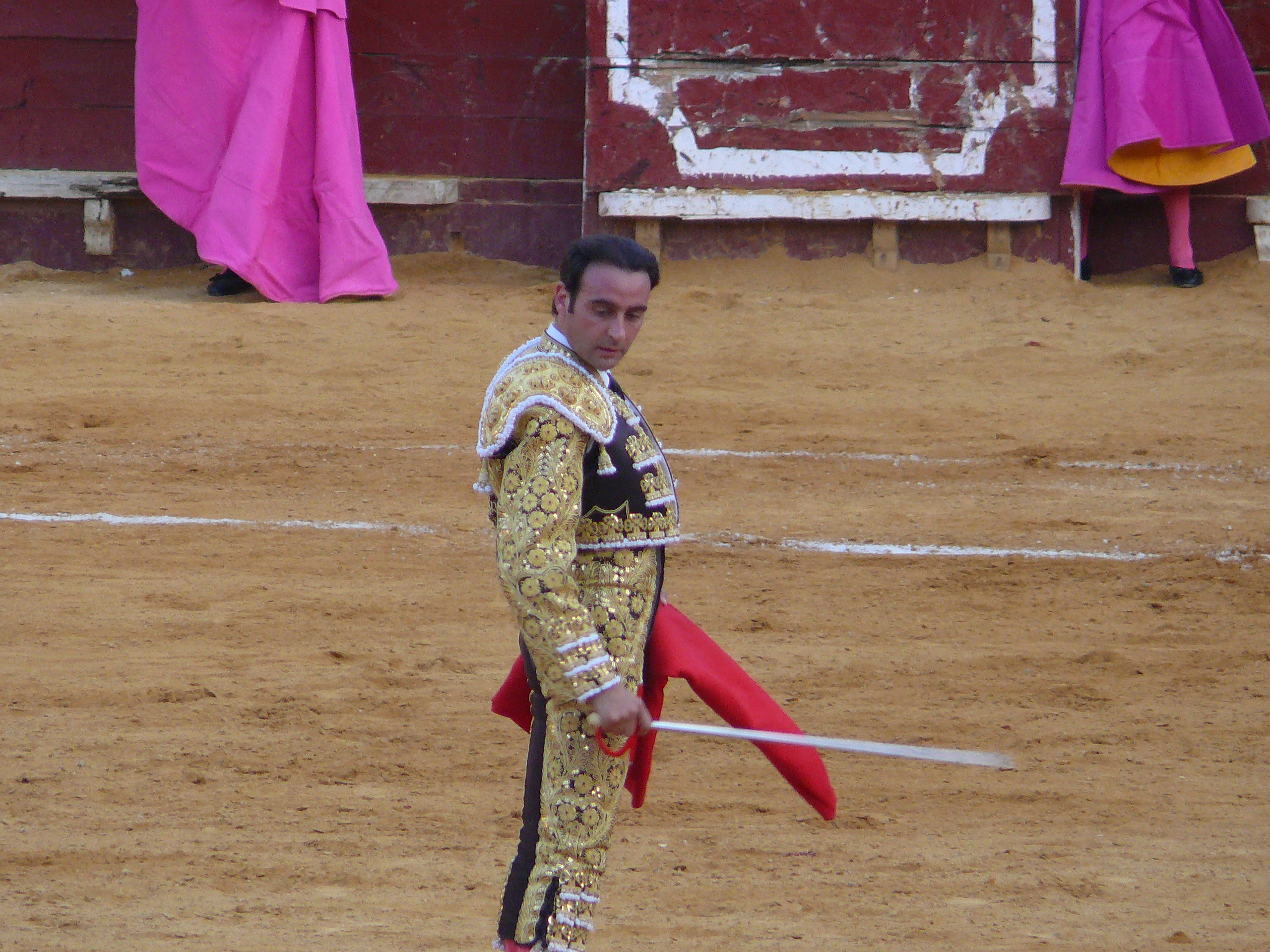
Enrique Ponce en août 2010 dans les arènes du Puerto de Santa María
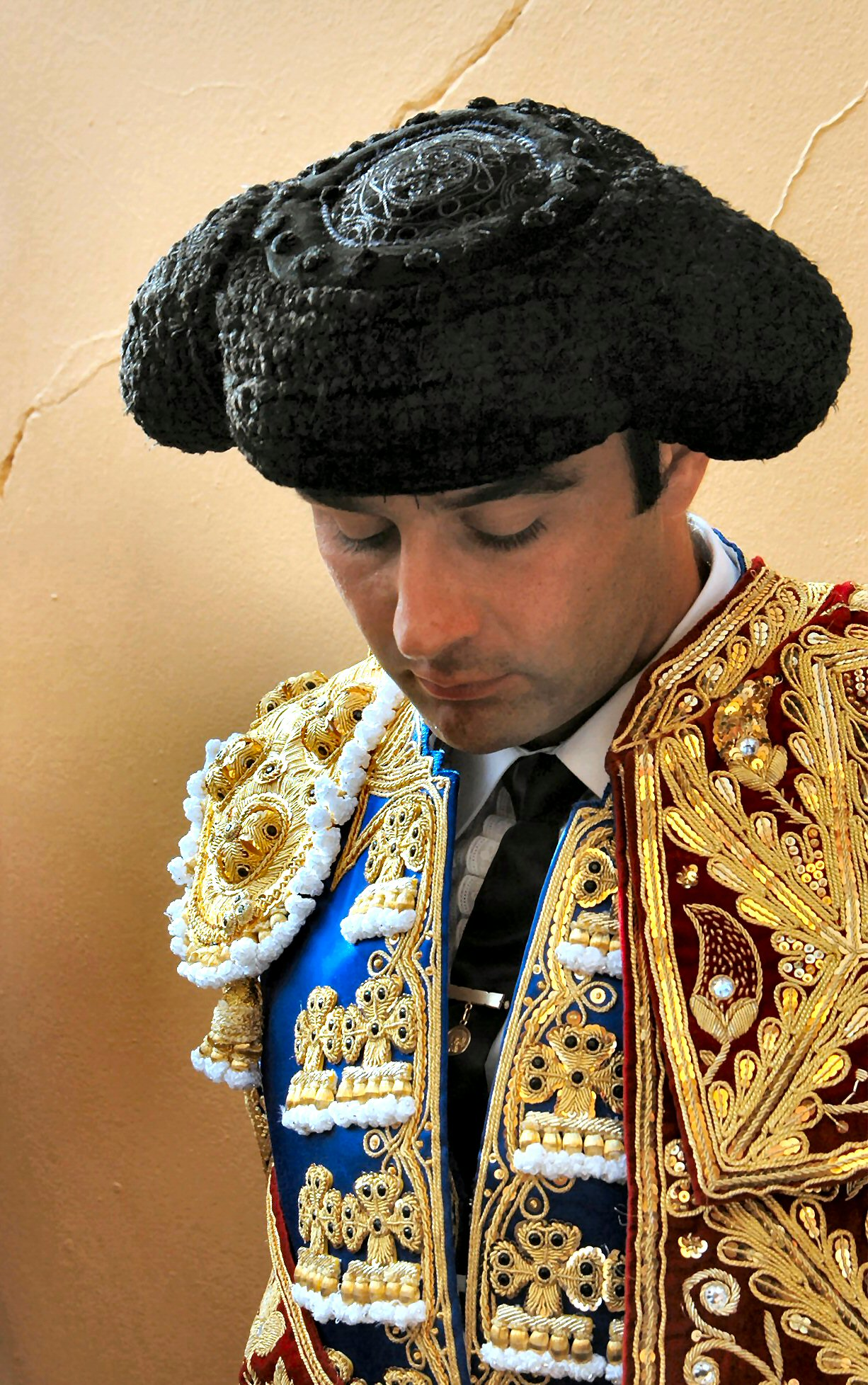
Enrique Ponce en habit à Bayonne en 2004
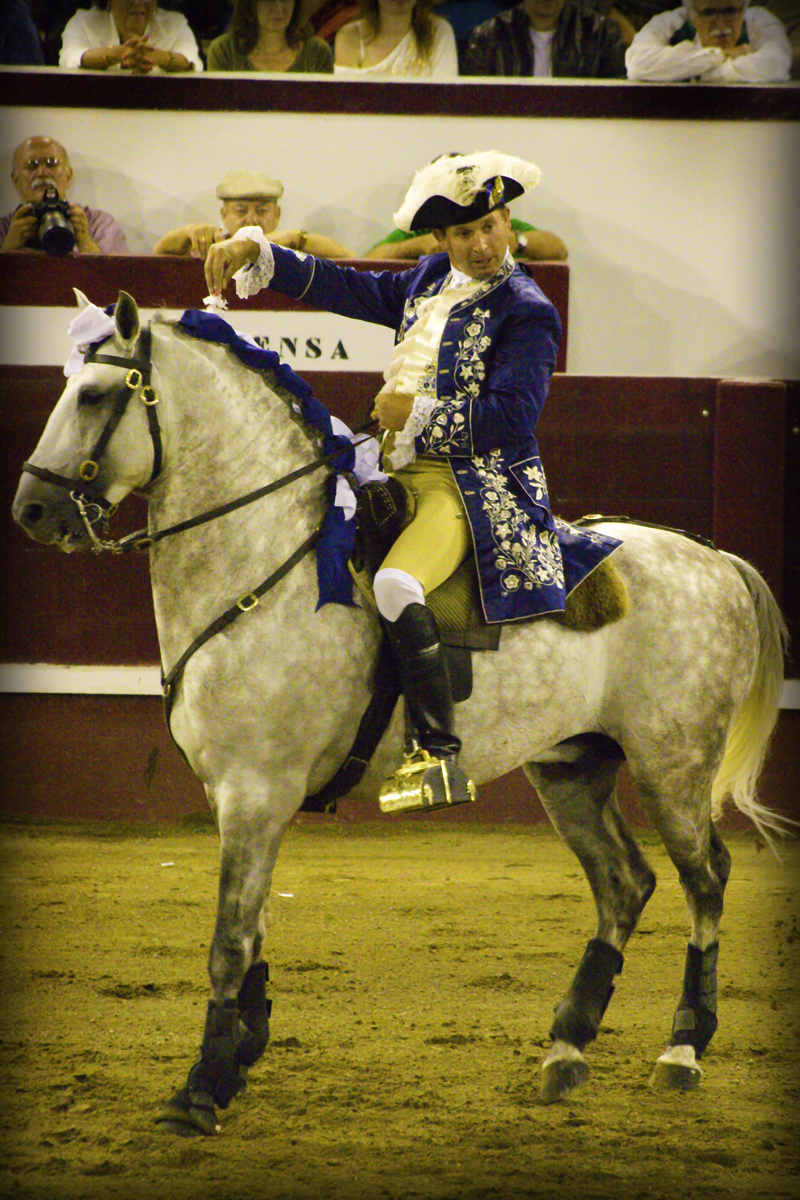
Antonio Telles lors d'une corrida de rejón portugaise en 2007